# Wanted: A Husband
Wanted: A Husband é um filme de comédia mudo produzido nos Estados Unidos, dirigido por Lawrence C. Windom e lançado em 1919.